# Imre Sátori
Dans le nom hongrois Sátori Imre, le nom de famille précède le prénom, mais cet article utilise l’ordre habituel en français Imre Sátori, où le prénom précède le nom.
Imre Sátori, né le 7 mars 1937 à Budapest et mort le 30 novembre 2010 à Budapest est un footballeur hongrois. Il évoluait au poste d'attaquant.

## Biographie

### En club
Imre Sátori commence sa carrière au sein du Csepel SC en 1958,.
Avec le Csepel SC, il est sacré Champion de Hongrie en 1958-59.
Il devient joueur du Tatabanya Banyasz SC en 1961.
Il raccroche les crampons en 1963.
En compétitions européennes, il dispute au total deux matchs pour aucun but inscrit en Coupe des clubs champions.

### En équipe nationale
Il fait partie de l'équipe de Hongrie médaillée de bronze aux Jeux olympiques 1960. Il dispute deux rencontres durant la compétition sans inscrire de but.

## Palmarès
| Csepel SC - Championnat de Hongrie (1) : - Champion : 1958-59. |  | Hongrie - Jeux olympiques : - Bronze : 1960. |